# 1900년 하계 올림픽 요트

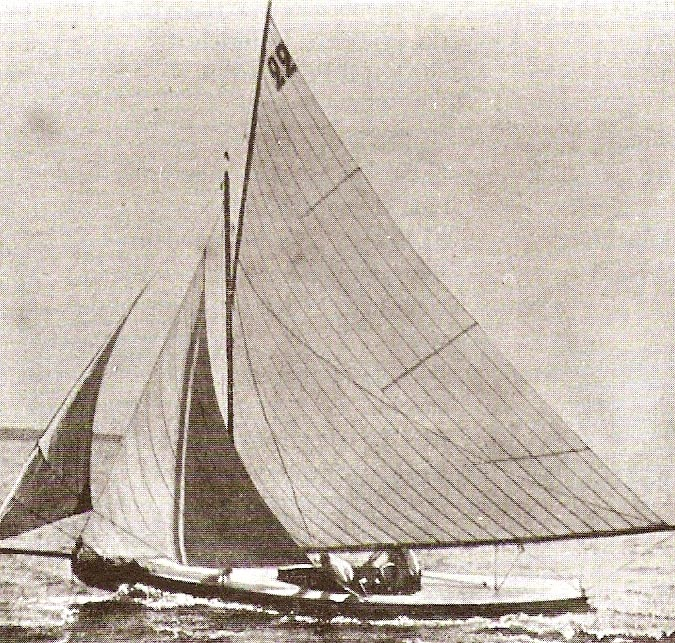
요트 경기 중인 스위스 요트 "레리나"

제2회 하계 올림픽 요트 경기는 프랑스 파리에서 개최된 1900년 하계 올림픽의 경기 종목이다. 1900년 3월 20일부터 8월 6일까지 프랑스 뫼랑과 르아브르에서 진행되었다. 6개국에서 176명의 선수가 참가하였다. 진행된 세부 종목에 대해서는 여전히 논의 중이지만, 국제올림픽위원회는 10개 종목을 공식적으로 인정한다. 경기 진행 방식은 톤클래스 방식으로 진행되었다. 대부분 종목은 뫼랑에서 진행되었고, 20t급과 20t이상급(비공식 종목)은 르아브르에서 진행되었다.

## 세부 종목
1900년 하계 올림픽 요트 경기는 7개의 세부 종목(10개 금메달)으로 진행되었다.
| - 0.5t급 : 0t - 0.5t (2) - 1t급 : 0.5t - 1t (1) - 2t급 : 1t - 2t (2) | - 3t급 : 2t - 3t (2) - 10t급 : 3t - 10t (1) | - 20t급 : 10t - 20t (1) - 자유형 : (1) |

## 참가국
6개국에서 176명의 선수가 참가하였다.
- 네덜란드 (3명)
- 독일 (4명)
- 미국 (11명)
- 스위스 (3명)
- 영국 (24명)
- 프랑스 (131명)

## 메달 집계

### 최종 순위
| 순위 | 국가   | 금메달 | 은메달 | 동메달 | 합계 |
| ---- | ------ | ------ | ------ | ------ | ---- |
| 1    | 영국   | 3      | 0      | 1      | 4    |
| 2    | 프랑스 | 2      | 6      | 5      | 13   |
| 3    | 스위스 | 1      | 0      | 0      | 1    |
| 4    | 혼성   | 1      | 0      | 0      | 1    |
| 5    | 독일   | 0      | 1      | 0      | 1    |
| 6    | 미국   | 0      | 0      | 1      | 1    |
| 합계 | 합계   | 7      | 7      | 7      | 21   |

### 메달리스트
| 종목          | 금                                                                                          | 은                                                                                          | 동                                                                          |
| ------------- | ------------------------------------------------------------------------------------------- | ------------------------------------------------------------------------------------------- | --------------------------------------------------------------------------- |
| 0.5t급 자세히 | 프랑스 (FRA) · 피에르 주르바이                                                              | 프랑스 (FRA) · 로베르 랭즐레 · 장 샤를코 · 텍시에 1세 · 텍시에 2세                          | 프랑스 (FRA) · 가스통 켈뢰 · 레옹 텔리에 · 앙리 모노                        |
| 0.5t급 자세히 | 프랑스 (FRA) · 에밀 사크레                                                                  | 프랑스 (FRA) · 로베르 랭즐레 · 장 샤를코 · 텍시에 1세 · 텍시에 2세                          | 프랑스 (FRA) · >피에르 주르바이                                             |
| 1t급 자세히   | 영국 (GBR) · 론 커리 · 린튼 호프 · 앨저넌 모드슬레이 · 존 그리턴                            | 프랑스 (FRA) · 윌리암 마르탱 · 자크 보드리에 · 장 르 브레 · 쥘 발통 · F. 마르코트           | 프랑스 (FRA) · 마르셀 므랑 · E. 미셸레 · F. 미셸레                          |
| 2t급 자세히   | 스위스 (SUI) · 베르나르트 데 포우르탈레스 · 헤르만 데 포우르탈레스 · 헬레네 데 포우르탈레스 | 프랑스 (FRA) · 뒤발 · 샤를 위고 · 오귀스트 알베르 · F. 빌라미트자나                         | 프랑스 (FRA) · 뒤보스크 · 뤼시앵 보드리에 · 에우아르 망투아 · 자크 보드리에 |
| 2t급 자세히   | 독일 (GER) · 게오르크 아우에 · 마르틴 비에스네르 · 오토카르 베이세 · 하인리히 페테르스      | 스위스 (SUI) · 베르나르트 데 포우르탈레스 · 헤르만 데 포우르탈레스 · 헬레네 데 포우르탈레스 | 프랑스 (FRA) · 뒤발 · 샤를 위고 · 오귀스트 알베르 · F. 빌라미트자나         |
| 3t급 자세히   | 혼성 (ZZX) · 자크 르 라바쇠르 · 프레데릭 블랑시 · E. 빌리암 엑스샤브                        | 프랑스 (FRA) · 고디네 · 두세 · 미알라레 · 쉬스                                              | 프랑스 (FRA) · 드 코티농 · 에밀 장 퐁텐 · 페르디낭 쉴라테                   |
| 3t급 자세히   | 혼성 (ZZX) · 자크 르 라바쇠르 · 프레데릭 블랑시 · E. 빌리암 엑스샤브                        | 프랑스 (FRA) · 고디네 · 두세 · 미알라레 · 쉬스                                              | 프랑스 (FRA) · 오귀스트 도니                                                |
| 10t급 자세히  | 영국 (GBR) · 에드워드 호레 · J. 하워드 테일러 · H. N. 제퍼슨                                | 프랑스 (FRA) · 로베르트 귀플레 · 모리스 귀플레 · 샤를리 기레스트 · A. 뒤보 · J. 뒤보        | 미국 (USA) · H. 맥헨리                                                      |
| 20t급 자세히  | 프랑스 (FRA) · 에밀 빌라드 · P. 페르크                                                      | 프랑스 (FRA) · 장 드카즈                                                                    | 영국 (GBR) · 에드워드 호레                                                  |
| 자유형 자세히 | 영국 (GBR) · 론 커리 · 린튼 호프 · 앨저넌 모드슬레이 · 존 그리턴                            | 독일 (GER) · 게오르크 아우에 · 마르틴 비에스네르 · 오토카르 베이세 · 하인리히 페테르스      | 프랑스 (FRA) · E. 미셸레 · F. 미셸레                                        |

#### 비공식 종목
| 종목          | 금                               | 은                                                                             | 동                                                                                   |
| ------------- | -------------------------------- | ------------------------------------------------------------------------------ | ------------------------------------------------------------------------------------ |
| 1t급 제2경기  | 프랑스 (FRA) · 오귀스트 도르뫼일 | 프랑스 (FRA) · 마르셀 므랑 · E. 미셸레                                         | 프랑스 (FRA) · 윌리암 마르탱 · 자크 보드리에 · 장 르 브레 · 쥘 발통 · F. 마르코트    |
| 10t급 제1경기 | 프랑스 (FRA) · 길라르도니        | 네덜란드 (NED) · 아리 반 더르 벨던 · 헨리퀴스 스물터르스 · 흐리스토펠 호이카스 | 프랑스 (FRA) · 로베르트 귀플레 · 모리스 귀플레 · 샤를리 기레스트 · A. 뒤보 · J. 뒤보 |
| 20t이상급     | 영국 (GBR) · 세실 쿠엔틴         | 영국 (GBR) · 존 S. 칼버리                                                      | 미국 (USA) · 해리 반 버겐                                                            |

## 참고 자료
- “1900년 하계 올림픽 요트 경기 결과”. 국제 올림픽 위원회. (영어)
- De Wael, Herman. 《Herman's Full Olympians: "Sailing 1900"》. 2005년 2월 26일에 원본 문서에서 보존된 문서. 2006년 3월 2일에 확인함.
- Mallon, Bill (1998). 《The 1900 Olympic Games, Results for All Competitors in All Events, with Commentary》. Jefferson, North Carolina: McFarland & Company, Inc., Publishers. ISBN 0-7864-0378-0.